# Rwinkwavu
Rwinkwavu (Kinyarwanda Umurenge wa Rwinkwavu) ist einer von 12 Sektoren im Distrikt Kayonza in der Ostprovinz von Ruanda.

## Geographie
Rwinkwavu hat eine Fläche von 92,32 km² und liegt auf einer Höhe von etwa 1430 m. Der Sektor unterteilt sich in die Zellen Gihinga, Mbarara, Mukoyoyo und Nkondo. Nachbarsektoren sind im Norden Mwiri, im Osten Kabare, im Süden Murama, im Südwesten Kabarondo und im Westen Nyamirama.

## Bevölkerung
Zur Volkszählung von 2022 betrug die Einwohnerzahl 36.774. Zehn Jahre zuvor waren es 28.225, was einem jährlichen Bevölkerungszuwachs von 2,7 Prozent zwischen 2012 und 2022 entspricht.

## Verkehr
Durch die Osthälfte des Sektors verläuft die Nationalstraße 25. Von dieser geht eine District Road nach Südwesten ab.